# Hani
Gli Hani – detti anche haqniq o ho – (in cinese: 哈尼族 Hānízú, in vietnamita: người Hà Nhì) sono uno dei 56 gruppi etnici riconosciuti ufficialmente dalla Repubblica Popolare Cinese, e dei 54 gruppi etnici ufficialmente riconosciuti dal Vietnam. Una piccola comunità vive nella Provincia di Phongsali, in Laos.

## Storia
Non si conosce molto sull'origine degli hani. Attraverso il culto degli antenati, si sa che una parte delle antiche tribù qiang migrò nello Yunnan dall'altopiano del Tibet e Qinghai prima del III secolo a.C. La tradizione orale racconta che gli hani facevano parte del popolo yi, dal quale si separarono circa cinquanta generazioni fa. Una delle tradizioni orali più diffuse recita il nome di tutti gli antenati della stirpe, dal primo hani fino ai padri delle attuali famiglie.

## Distribuzione
Nel 1877 vivevano in Cina vivevano 740.000 hani, di cui circa il 90% nelle regioni a sud-ovest della provincia dello Yunnan. I villaggi sono situati tra le montagne Ailao (cinese: 哀牢山), in una zona delimitata dai fiumi Lancang Jiang (Mekong) e Yuan Jiang (fiume Rosso) chiamata Lalsa baqma nella lingua hani, e 红河，元江 in cinese. Circa metà della popolazione è concentrata nella Città-Prefettura di Yuxi, in particolare nella Contea Autonoma Hani, Yi e Dai di Yuanjiang, (Yuánjiāng Hānízú Yízú Dǎizú zìzhìxiàn 元江哈尼族彝族傣族自治县), della quale il capoluogo è Lijiang. All'interno del gruppo degli hani, il governo cinese ha inserito diverse etnie minori tra le quali quella degli akha, che nel 2007 contava su 260.000 individui stanziati nello Yunnan meridionale.
Secondo il censimento del 1999, in Vietnam c'erano 17.500 hani nelle province di Lai Chau e Lao Cai. Il censimento del 1995 in Laos riporta la presenza di 1.120 hani nella Provincia di Phongsali, vicino ai confini dello Yunnan.

## Lingua
La lingua hani fa parte del ceppo tibeto birmano e viene parlata anche in alcuni villaggi di altre etnie situati nella zona degli hani. È una lingua tonale (vengono usati tre toni) ed è della tipologia SOV (Soggetto Oggetto Verbo). Si divide in diversi dialetti ed è simile a quella degli akha. Gli hani hanno una buona attitudine per le lingue, il 40% parla anche il cinese ed alcuni gli idiomi dei tai lü e dei lipo, un sottogruppo dei lisu.
La tradizione orale racconta di un antico testo scritto in alfabeto hani che fu perso durante una delle migrazioni dalla regione del Sichuan. Oggi sono circa 40.000 gli hani che utilizzano l'alfabeto latino per la romanizzazione del dialetto della contea di Lüchun, riconosciuto dal governo cinese come lingua ufficiale hani. Un corso di hani viene tenuto in un istituto di Kunming. La maggior parte dell'etnia usa però i caratteri cinesi.
Di seguito una parte della dichiarazione dei diritti dell'uomo in lingua hani romanizzata:
| Hani | Italiano |
| --- | --- |
| Aqsol liq yoqdeivq yoqpyuq bo, meeqyaovq ssolnei colpyuq qiq kov dei. Davqtavcolssaq neenyuq bel neema meeq ya siq, laongaoq meilnaol nadul meil e gaq ssol hhyul hha bavqduv nia. | Tutti gli esseri umani sono nati liberi ed uguali nella dignità e nei diritti. Sono dotati di ragione e coscienza e dovrebbero vivere in uno spirito di fratellanza. |